# Adam Campbell
Adam Campbell (nacido Adam Jones; Bath, Somerset, 19 de agosto de 1980) es un actor británico de cine y televisión.

## Carrera
Campbell fue parte del elenco de Comando niñera, una comedia no emitida para el WB Television Network, que fue originalmente programado para estrenarse en 2004. Posteriormente interpretó a Grant Fockyerdoder con Alyson Hannigan en la parodia de comedia romántica, Date Movie, que fue un éxito en la taquilla estadounidense.

## Vida personal
En 2007, Campbell conoció a su esposa, la actriz y cantante estadounidense Jayma Mays, en el set de la película Epic Movie. Se casaron el 28 de octubre de 2007.

## Filmografía

### Cine
- 2006: Making a Spoof (película para televisión)
- 2006: Date Movie
- 2006: Pop Star (Cortometraje)
- 2007: Epic Movie
- 2007: You Are Here
- 2007: Hell on Wheels (Cortometraje)
- 2012: Eternamente comprometidos

### Televisión
- 2004: Expeditions to the Edge (Episodio: "Sahara")
- 2009: Harper's Island (11 episodios)
- 2011: Off the Map (Episodio: "Smile. Don't Kill Anyone")
- 2011: Up All Night (Episodio: "Cool Neighbors")
- 2011: Parenthood (Episodio: "Sore Loser")
- 2012: Best Friends Forever (Episodio: "Hey Nonny Nonny")
- 2013: Wedding Band (Episodio: "Personal Universe")
- 2013: Touch (4 episodios)
- 2013: 2 Broke Girls (Episodio: "And Just Plane Magic")
- 2014: Mixology (13 episodios)
- 2014: NCIS (Episodio: "So it Goes")
- 2015: Unbreakable Kimmy Schmidt (4 episodios)
- 2017:  Great News  (Greg Walsh)